# Salt Palace Velodrome
Koordinaten: 40° 44′ 54,7″ N, 111° 53′ 23,3″ W
Das Salt Palace Velodrome bestand von 1899 bis 1913 in der US-amerikanischen Stadt Salt Lake City.
Die Radrennbahn bestand aus Holz, war 201 Meter lang (1/8 Meile) und bot Platz für 5000 Zuschauer. Da die Bahn in rund 1340 Metern Höhe lag, wurden auf ihr besonders schnelle Zeiten erzielt. Von 1902 bis 1907 war John Chapman der Direktor der Bahn, nachdem er selbst noch auf dieser Bahn erfolgreich Rennen gefahren war. So stellte er im Juli 1901 auf der Bahn gemeinsam mit Iver Lawson einen Tandem-Weltrekord mit 9 Minuten und 44 Sekunden über fünf Meilen auf, der 50 Jahre lang Bestand hatte. Chapman folgte als Direktor seinem Vorgänger Floyd MacFarland, der zur Radrennbahn Newark gegangen war. Nachdem sich auch Chapman mit seinen Aktivitäten mehr im Osten der USA engagierte und die hochklassigen Rennfahrer deshalb fernblieben, musste die Bahn wegen fehlender Rentabilität schließen und wurde abgerissen.
Heute engagiert sich die Salt Lake Velodrome Association für den Bau einer neuen Radrennbahn in Draper, einer Stadt 30 Kilometer südlich von Salt Lake City.